# Myriam Le Gallo
Pour les articles homonymes, voir Le Gallo.
Myriam Le Gallo, née le 2 août 1968, est une kayakiste française de descente.

## Carrière
Elle est médaillée d'or de K-1 classique par équipe à trois reprises, aux Championnats du monde de descente 1993 à Mezzana avec Sabine Goetschy et Laurence Castet, aux Mondiaux de 1995 à Bala avec Aurore Bringard et Laurence Castet ainsi qu'aux Mondiaux de 1996 à Landeck avec Anne-Fleur Sautour et Laurence Castet.